# 2. ceremonia wręczenia nagród Brytyjskiej Akademii Filmowej
2. ceremonia rozdania nagród Brytyjskiej Akademii Sztuk Filmowych i Telewizyjnych została zorganizowana 29 maja 1949 r. w Odeon Cinema przy Leicester Square w Londynie. Nagrody przyznano za najlepsze filmy pokazywane w Wielkiej Brytanii w 1948 r.

## Laureaci
Laureaci oznaczeni są wytłuszczeniem.

### Najlepszy film dokumentalny
- Opowieść z Luizjany
- Farrebique ou les quatre saison
- March of Time Volume 14, No. 1: Is Everybody Listening?
- Three Dawns to Sydney

### Najlepszy film
- Hamlet
- Krzyżowy ogień
- Monsieur Vincent
- Nagie miasto
- Paisa
- Podróż w nieznane
- Stracone złudzenia

### Najlepszy brytyjski film
- Stracone złudzenia
- Hamlet
- Oliver Twist
- Once a Jolly Swagman
- Czerwone trzewiki
- Scott na Antarktydzie
- The Small Voice

### Specjalna nagroda filmowa
- Atomic Physics
- Koncert na cztery łapki
- Rubens